# 深圳公交B728路
深圳公交B728路，又稱「深大西門環線」，是以深大西門站為始發站和終點站的單向支線巴士，由深圳巴士集團股份有限公司營運。

## 線路介紹
- 深圳公交B728路由深圳巴士集團股份有限公司營運。
- B728路為深圳首條高校環線巴士線路。
- 該路線以深大西門站為起訖點，全長6.5公里，以順時針方向繞深圳大學后海校區行駛。
- 服務時間：7:00-23:00。
- 班次間隔：4-8分鐘一班。

## 途經站點
- 深大西門 - 深圳大學 - 深大文科樓 - 深大北門② - 深大地鐵站 - 深大南区宿舍 - 粵海門村 - 深大南區運動場 - 桂廟 - 深大西門 （共10站）

## 歷史
- 線路剛建立的時候「深大地鐵站」的停靠位置為深圳地鐵1號綫深大站的A2出口附近。後來C出口開通，該線以原停靠位置佔據車輛單行道，影響安全為由將「深大地鐵站」停靠位置移至C出口附近。
- 2013年9月1日起，线路增加“深大南区宿舍站”。[2]

## 註釋

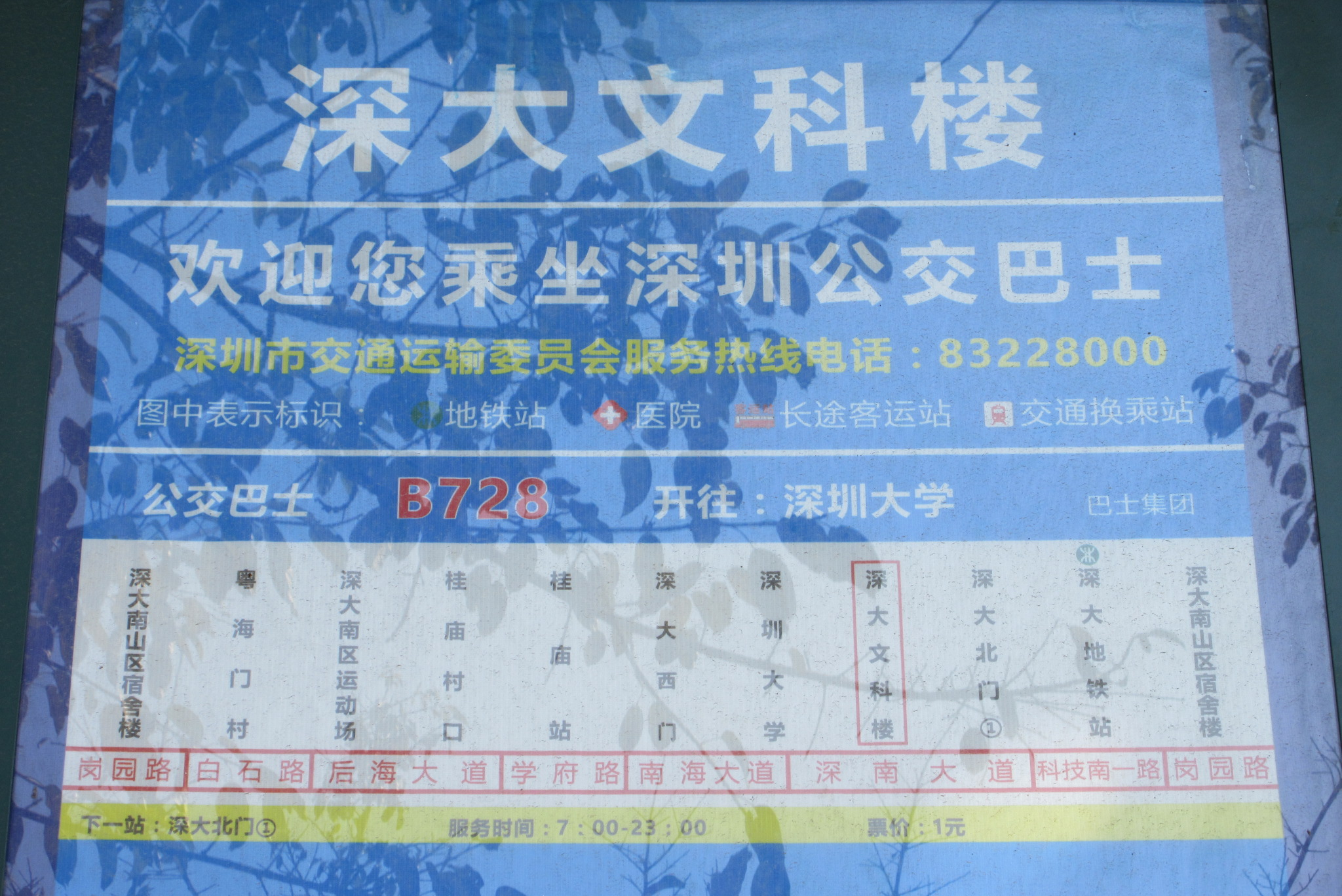
深圳大學 stop